# Voanioala gerardii
Voaniola gerardii відомий як лісовий горіх — є видом квіткових рослин родини Arecaceae.